# خرت و پرت (فیلم کوتاه)
خرت و پرت (به انگلیسی: Knick Knack) یک فیلم کوتاه به کارگردانی جان لستر است که در سال ۱۹۸۹ توسط پیکسار ساخته شد. داستان دربارهٔ یک آدم‌برفی است که می‌خواهد به تمام کادوهای مهمان‌ها برود، اما با این حال او داخل یک گوی برفی است و در نتیجه برای خارج شدن از آن تلاش‌های بیساری می‌کند. خرت و پرت چهارمین فیلم کوتاه و آخرین فیلم کوتاه پیکسار به عنوان یک شرکت سخت‌افزاری است.
خرت و پرت اولین بار در سال ۱۹۸۹ در همایش سیگرافِ (همایشی برای علاقه‌مندان علم گرافیک رایانه‌ای) بوستون به صورت سه بعدی ارائه شد. این فیلم کوتاه از زمان اولین نمایش خود با نقدهای مثبتی روبرو شده‌است و به عنوان بخشی از جشنواره‌های فیلم متعدد به نمایش درآمده است.